# Parafia św. Jana Nepomucena w Przyszowicach
Parafia św. Jana Nepomucena w Przyszowicach – parafia rzymskokatolicka należąca do archidiecezji katowickiej i dekanatu knurowskiego. Została erygowana w 1335 roku.
Z tej parafii pochodzi biskup Stefan Cichy - w latach 1998–2005 biskup pomocniczy katowicki, a od 2005 roku biskup legnicki.
W latach 2000–2005 jako jednostka organizacyjna parafii działało Duszpasterstwo Młodzieży Przyszowice. Prowadziło działalność religijną, edukacyjną (pracownia komputerowa, kursy) i rozrywkową (festyny, kawiarenka bezalkoholowa DM'ka, dyskoteki). Praca Duszpasterstwa Młodzieży opierała się na wolontariacie. Siedzibą Duszpasterstwa Młodzieży był dawny dom katechetyczny parafii.

## Grupy parafialne
Na terenie parafii działa kilka grup parafialnych:
- Ministranci,
- Dzieci Maryi,
- Oaza młodzieżowa,
- Domowy Kościół,
- III Zakon Franciszkański,
- Koło Przyjaciół Radia Maryja,
- Margaretki,
- Róże Różańcowe,
- Caritas Parafii,
- Koło Misyjne.